# Periclimenaeus rastrifer
Periclimenaeus rastrifer är en kräftdjursart som beskrevs av Bruce 1980. Periclimenaeus rastrifer ingår i släktet Periclimenaeus och familjen Palaemonidae. Inga underarter finns listade i Catalogue of Life.